# Müssen
Müssen ist eine Gemeinde im Kreis Herzogtum Lauenburg in Schleswig-Holstein.

## Geographie

### Geographische Lage
Das Gemeindegebiet von Müssen erstreckt sich an der Mühlenbek, einem rechten Vorfluter der Steinau, am östlichen Rande der Lauenburger Geest (Haupteinheit Nr. 696) am  Übergang in die Naturräume Südmecklenburgische Niederungen (Nr. 760) nordöstlich davon und Ostholsteinisches Hügel- und Seenland (Nr. 702) nördlich.

### Ortsteile
Weitere Ortsteile im Gemeindegebiet des Dorfes Müssen, sie werden im Amtsdeutsch als  Wohnplätze bezeichnet, sind die Siedlung Louisenhof, ehemals ein Vorwerk, Alte Ziegelei sowie die Streusiedlung Rülau.

### Nachbargemeinden
Unmittelbar umliegende Gemeindegebiete von Müssen sind:
| Schwarzenbek, Grabau | Sahms, Groß Pampau                          | Klein Pampau |
|                      | Kompassrose, die auf Nachbargemeinden zeigt | Büchen       |
| Gülzow               | Schulendorf                                 |              |

## Geschichte
Die erste urkundliche Erwähnung erfolgte im Jahr 1230. Der Ortsname kommt wahrscheinlich aus dem Slawischen und bedeutet Sumpf, Sumpfwald oder moosbewachsenes Sumpfloch. Das Gut Müssen wurde erstmals 1513 erwähnt und besaß bis zur Ablösung 1875 auch die Gerichtsherrschaft über das Dorf.

## Politik

### Gemeindevertretung
Bei der Kommunalwahl am 14. Mai 2023 wurden insgesamt elf Sitze vergeben. Von diesen erhielt die Freie Wählergemeinschaft Müssen sechs Sitze, die Aktiven Wähler Müssen drei Sitze und die SPD zwei Sitze.

### Wappen
Blasonierung: „In Gold über zwei blauen Wellenbalken ein grüner Rotdornzweig mit drei fächerförmig gestellten Blättern.“

## Verkehr
Müssen ist durch die Kreisstraßen 17, 29 und 73 an die umliegenden Orte angebunden.
Seit dem 1. Juni 1889 verfügt Müssen über einen Haltepunkt an der Bahnstrecke Hamburg-Berlin, dieser verfügt über zwei Seitenbahnsteige. Seit dem 14. Dezember 2002 liegt Müssen im Hamburger Verkehrsverbund. Gegenwärtig wird der Haltepunkt mindestens stündlich vom RE1 bedient. Ein barrierefreier Ausbau ist in den 2020er-Jahren vorgesehen.
| Linie | Verlauf |
| ----- | --- |
| RE1   | Hanse-Express Hamburg – Hamburg Bergedorf – Schwarzenbek – Müssen – Büchen – Schwanheide – Boizenburg (Elbe) – Brahlstorf – Pritzier – Hagenow Land – Kirch Jesar – Zachun – Holthusen – Schwerin Süd – Schwerin Mitte – Schwerin – Bad Kleinen – Ventschow – Blankenberg (Meckl) – Bützow – Schwaan – Rostock |

## Persönlichkeiten
- Andreas von Bernstorff (* 1945), Umweltaktivist und Politiker (Bündnis 90/Die Grünen)